# Alfredo Leandro Carlson
Alfredo Leandro Carlson (Lagoão, 1903 — Curitiba, 1987) foi um político brasileiro.
Foi eleito deputado estadual, pelo PTB, para a 38ª Legislatura da Assembleia Legislativa do Rio Grande do Sul, de 1951 a 1955.